# Subrinus yemeniticus
Subrinus yemeniticus är en skalbaggsart som beskrevs av Rudolph Petrovitz 1970. Subrinus yemeniticus ingår i släktet Subrinus och familjen Aphodiidae. Inga underarter finns listade i Catalogue of Life.